# Paul Martin (athlétisme)
Pour les articles homonymes, voir Paul Martin (homonymie) et Martin (nom de famille).
Paul-René Martin, dit Paul Martin, né le 11 août 1901 à Genève et mort le 28 avril 1987 à Lausanne, est un athlète suisse, vice-champion olympique lors des Jeux olympiques d'été de 1924 à Paris.
Douglas Lowe remporte le 800 mètres en 1 min 52 s 4 devant Paul Martin, auteur d'un temps de 1 min 52 s 6 et Schuyler Enck en 1 min 53 s.

## Palmarès

### Jeux olympiques
- Jeux olympiques d'été de 1924 à Paris (France)
  -  Médaille d'argent sur 800 m